# Exarchát (církev)
Termínem exarchát se v pravoslavných církvích a východních katolických církvích označuje část božího lidu na území, kde nebyla ještě zřízena eparchie. V čele exarchátu stojí exarcha.

## Starověký význam
Název pro exarchát byl určen původně pro administrativní celek Východořímské říše. V církev receptovala toto byzantské politické správní dělení a exarcha, stojící v čele byzantské diecéze, měl ve 4. a 5. století měl hodnost primase. Zaujímal hodností postavení mezi patriarchou a metropolitním biskupem. Termín byl po roce 451 formálně omezen, mimo biskupů stojících v čele několika velkých měst.

## Moderní význam

### Pravoslavné církve
V současné pravoslavné církvi je exarchou hodnostář (velekněz), který je inspektorem klášterů, zástupcem patriarchy, a nebo tím, který vede pravoslavnou církev v zahraničí mimo území patriarchátu. Např. v USA se jedná o pravoslavné Srby, Rumuny, Bulhary a další. Exarcha Jeruzalémského patriarchátu je nositelem titulu „Exarcha Božího hrobu“.

### Východní katolické církve
Název exarchát se používá také v katolických církví východního obřadu pro část území obývanou věřícími východní církve. Přestože je velmi podobný eparchii (diecézi), ze zvláštních důvodů s ní není na stejné úrovni. Zatímco eparchii vede sídelní biskup, exarchát je řízen exarchou, který je biskupem titulární diecéze. Vše ostatní co se však týká eparchie, vztahuje se také na exarchát. Exarcháty se řídí kánony 311-321 Kodexu kanonického práva východních církví.
Rozlišujeme tři typy exarchátů: apoštolský exarchát, který je bezprostředně podřízen papeži, patriarchální exarchát, podřízený patriarchovi, a arcibiskupský exarchát podřízený arcibiskupovi maior. V latinské církvi je ekvivalentem apoštolský vikariát.